# Gojakovac (Zenica, BiH)
Gojakovac je naseljeno mjesto u sastavu općine Zenice, Federacija Bosne i Hercegovine, BiH. Nalaze se na obali rijeke Bosne. 

## Upravna organizacija
Godine 1981. pripojen je naselju Topčić Polju (Sl.list SRBiH 28/81 i 33/81)

## Stanovništvo
Prema popisu 1981. ovdje su živjeli:
- Srbi - 55
- Muslimani - 3
- Jugoslaveni - 9
- UKUPNO: 67